# タリンチャン区
タリンチャン区（タリンチャンく、タイ語: เขตตลิ่งชัน）は、タイ王国バンコク都の行政区の一つ。
この行政区は、時計回りに、ノンタブリー県のバーンクルワイ郡、バーンプラット区、バーンコークノーイ区、バーンコークヤイ区、パーシーチャルーン区、バーンケー区、タウィーワッタナー区の7つの行政区に接している。

## 歴史
トンブリー県にあった古い区。その後トンブリー県はバンコクに併合され、1998年にタウィーワッタナー区とともに区になった。

## 建物等
- タイ国有鉄道タリンチャン駅
- 南バスターミナル